# Nationalpark Iguaçu
Der Nationalpark Iguaçu, amtlich portugiesisch Parque Nacional do Iguaçu, ist ein Schutzgebiet in Paraná, einem Bundesstaat im Süden Brasiliens. Er wurde 1986 ausgewiesen. Kennzeichnend für das Areal sind die Iguaçu-Wasserfälle, die an der Grenze zu Argentinien liegen. Der Nationalpark wird vor allem durch wiederkehrende Bemühungen bedroht, eine Straße durch das Gebiet wieder zu öffnen.
Jährlich besuchen rund 1,5 Millionen Touristen den Park, er erwirtschaftet so circa 20 Millionen Euro Umsatz.